# ABC Supply Company A.J. Foyt 225 2007
ABC Supply Company A.J. Foyt 225 2007 var den sjätte deltävlingen i IndyCar Series 2007. Racet kördes den 3 juni på Milwaukee Mile. Tony Kanaan tog sin andra seger för säsongen, och tog sig in i mästerskapskampen på allvar. Dario Franchitti byggde vidare på sin vinst i Indy 500, och slutade tvåa. Med det gick han för första gången upp i mästerskapsledning av IndyCar Series. Dan Wheldon blev av med mästerskapsledningen, men slutade ändå på tredje plats i tävlingen, och tappade bara ströpoäng till Franchitti. Scott Dixon kom in till tävlingen som mästerskapsledare, och genom en fjärdeplats tappade han till en sammanlagd tredjeplats, men hade i högsta grad kontakt med täten.

## Slutresultat
| Plats | Förare            | Team                     | Grid | Kvaltid |
| ----- | ----------------- | ------------------------ | ---- | ------- |
| 1     | Tony Kanaan       | Andretti Green Racing    | 3    | 21,601  |
| 2     | Dario Franchitti  | Andretti Green Racing    | 10   | 21,894  |
| 3     | Dan Wheldon       | Chip Ganassi Racing      | 4    | 21,608  |
| 4     | Scott Dixon       | Chip Ganassi Racing      | 2    | 21,587  |
| 5     | Vitor Meira       | Panther Racing           | 9    | 21,882  |
| 6     | Scott Sharp       | Rahal Letterman Racing   | 11   | 21,915  |
| 7     | Ed Carpenter      | Vision Racing            | 8    | 21,871  |
| 8     | Danica Patrick    | Andretti Green Racing    | 17   | 22,339  |
| 9     | Sam Hornish Jr.   | Team Penske              | 5    | 21,716  |
| 10    | Jeff Simmons      | Rahal Letterman Racing   | 18   | -       |
| 11    | Darren Manning    | A.J. Foyt Enterprises    | 15   | 22,175  |
| 12    | Kosuke Matsuura   | Panther Racing           | 6    | 21,819  |
| 13    | A.J. Foyt IV      | Vision Racing            | 12   | 21,969  |
| 14    | Sarah Fisher      | Dreyer & Reinbold Racing | 16   | 22,289  |
| 15    | Marco Andretti    | Andretti Green Racing    | 14   | 22,010  |
| 16    | Hélio Castroneves | Team Penske              | 1    | 21,359  |
| 17    | Tomas Scheckter   | Vision Racing            | 13   | 21,973  |
| 18    | Buddy Rice        | Dreyer & Reinbold Racing | 7    | 21,820  |